# آروی‌ال اوییشن
آروی‌ال اوییشن (به انگلیسی: RVL Aviation) یک شرکت هواپیمایی است که در تاریخ ۱۹۸۵ میلادی تأسیس شده است. دفتر مرکزی آروی‌ال اوییشن در بریتانیا واقع شده‌است و قطب این شرکت هواپیمایی در فرودگاه ایست میدلند قرار دارد.